# Anvar Rajabov
Anvar Rajabov (Kogon, 23 gennaio 1988) è un ex calciatore uzbeko, di ruolo attaccante.

## Carriera

### Club
Ha giocato nella massima serie dei campionati uzbeko e thailandese.

### Nazionale
Tra il 2007 ed il 2011 ha giocato 4 partite in nazionale.

## Palmarès

### Club

#### Competizioni nazionali
- Campionato uzbeko: 3

Bunyodkor: 2008, 2010, 2011
- Coppa dell'Uzbekistan: 3

Bunyodkor: 2008, 2010, 2012
- Coppa di Thailandia: 1

Buriram United: 2012